# Weixinismo
El Weixinismo (唯心 教 Wéixīnjiào), institucionalmente también conocido por el extenso título de la Santa Iglesia del Único Corazón (唯心 聖教 Wéixīn Shèngjiào) es una de las religiones salvacionistas chinas nacidas en Taiwán en el siglo XX. Fue fundada en 1984 en Taichung por el Gran Maestro Hun Yuan. Su número de miembros es "alrededor de 300.000, con una audiencia más grande estimada por el Ministerio de Asuntos Internos de Taiwán en 1.000.000". La iglesia se ha extendido rápidamente a China continental desde principios de los años 2000, donde funciona como una plataforma para iniciativas conjuntas de los gobiernos chino y taiwánés para la renovación de la cultura china. También se ha desarrollado como un movimiento religioso mundial, atrayendo a seguidores no solo de la diáspora china, sino también a comunidades de otras razas, incluyendo asiáticos del este e incluso occidentales.
El weixinismo ofrece una síntesis y reproposición para los tiempos modernos de la religión tradicional china y la filosofía china, centrada principalmente en los "linajes ortodoxos del I Ching y del Feng shui", las Cien escuelas del pensamiento, y el culto de los Tres Grandes Antepasados (el Emperador amarillo, Yandi (Shennong) y Chi You). Los académicos lo definen como "la institucionalización de […] creencias folklóricas difusas de la religión tradicional china”.  El movimiento promueve la restauración de las raíces auténticas de la civilización china y la reunificación china.

## Fundación
El Weixinismo fue fundado en la década de los ochenta, en un contexto en el que el fin de la ley marcial en Taiwán, con la consecuente afirmación de la libertad de culto, permitió que varios nuevos movimientos religiosos operaran abiertamente y eventualmente ganaran reconocimiento legal. Al mismo tiempo, las secuelas de la Revolución Cultural en la República Popular China popularizaron la idea de que Taiwán tenía una misión especial dirigida a preservar las tradiciones en peligro de la cultura china. Varios nuevos movimientos religiosos locales se presentaron a sí mismos como los guardianes de la "ortodoxia" china, concebida como la auténtica tradición religiosa y cultural que se había desarrollado a lo largo de los siglos de la historia china.
Entre los más exitosos de estos movimientos estuvo el Weixinismo, el cual fue fundado como resultado de las experiencias místicas de Chang Yi-Jui, nacido en Zhongliao, Nantou, Taiwán, en 1944, y más tarde conocido como Gran Maestro Hun Yuan. Antes de caer gravemente enfermo en 1982, Chang, que operaba una compañía de catastro en Taiwán, no era particularmente religioso, aunque él se había interesado durante años en el I Ching y el Feng shui. Atribuyó su recuperación a una intervención milagrosa y prometió dedicar el resto de su vida a la espiritualidad.
Afirmó haber recibido mensajes tanto del Emperador de Jade, una de las representaciones del Dios supremo Yuanshi Tianzun, como de Guiguzi, un nombre que indica tanto un grupo de escritos compilados entre el período de finales de los Reinos combatientes y el final de la Dinastía Han y su autor, posteriormente deificado en la religión popular china. Sintiéndose que ahora estaba unido místicamente con Guiguzi, Chang abrió una pequeña sala de culto en Taichung y empezó a reunir seguidores. En 1984, renombró la sala templo de Shennong y aseguró haber recibido por la revelación divina el nombre y el título del Gran Maestro Hun Yuan. En 1987, registró su movimiento como Weixinismo, un nombre que significa "Enseñanzas del Corazón (o la mente) Únicamente."  
En 1989, la sede se trasladó a instalaciones más grandes en el Condado de Nantou, en un complejo conocido como el Templo Hsien Fo. El crecimiento del movimiento llevó al establecimiento de cuarenta templos sucursales, y sucursales internacionales en China, Japón, Vietnam, Australia, Estados Unidos, Canadá, y España. Una variedad de templos, incluyendo un gran complejo conocido como la "Ciudad (o Templo) de los Ocho Símbolos" en la Montaña de Yumen en Henan, se han construido en la China continental desde 2001.  Otro complejo similar se ha construido en 2008 en la Ciudad de Nantou, Taiwán.

## Educación y sociedad

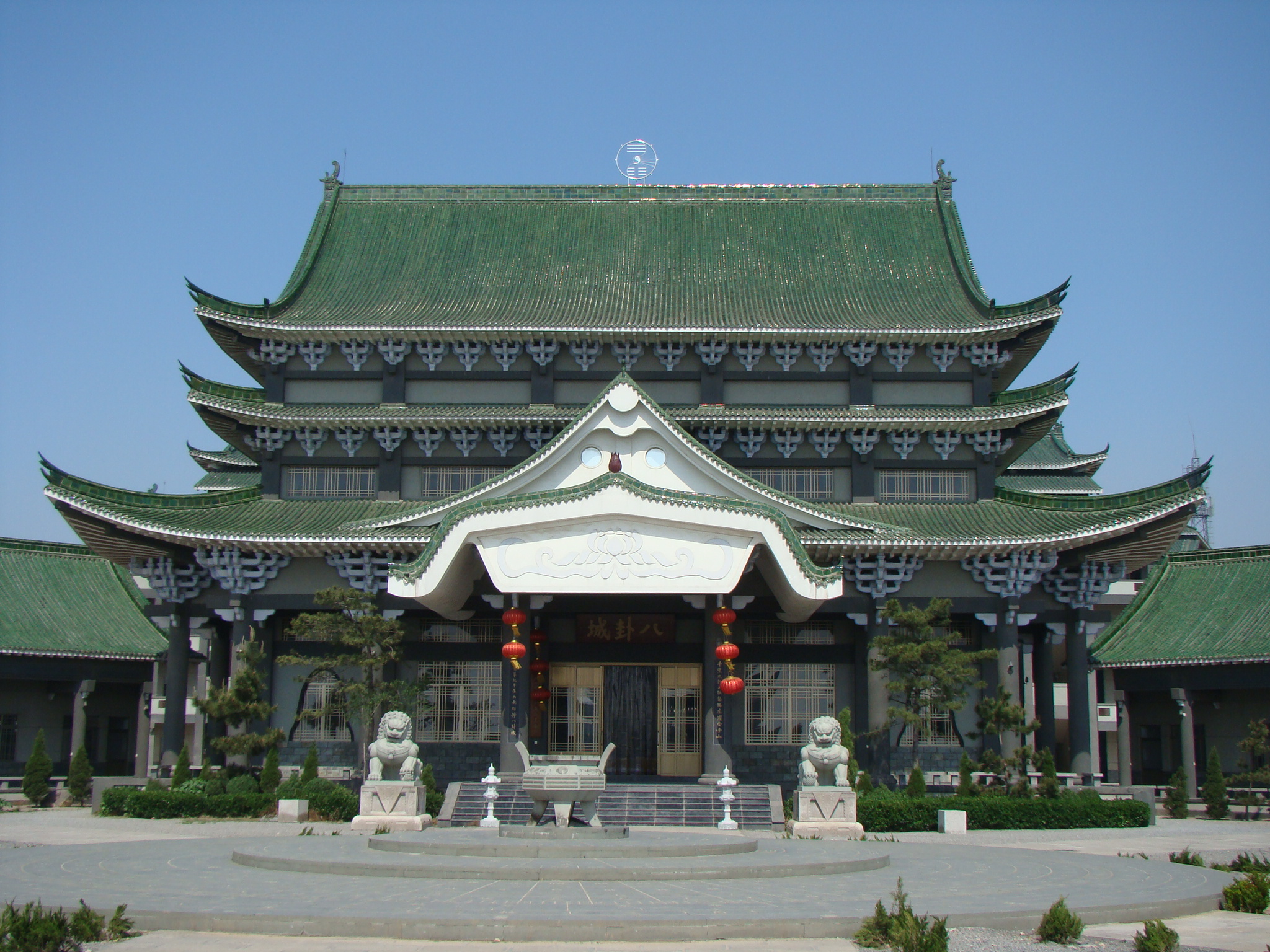
La Ciudad de los Ocho Símbolos en Qi, Hebi, es la sede de la Iglesia Weixinista en Henan, China.

El éxito del Weixinismo se debe principalmente a haber surgido como un proveedor líder de cursos sobre el I Ching y el Feng shui, dos sistemas que son inmensamente populares tanto en Taiwán como en China y entre la diáspora internacional china, y crecientemente interesantes para los occidentales, también.  Los cursos académicos son ofrecidos a través del Colegio Weixin, que ha sido acreditado en 2013 por el Ministerio de Educación de Taiwán, mientras la Universidad I Ching ofrece seminarios de "aprendizaje permanente" y coordina cursos que ofrecen la enseñanza del I Ching a los niños. Dos millones de niños han asistido a estos cursos desde su lanzamiento en 1996 hasta 2016. El Weixinismo también ha organizado una serie de conferencias académicas, con académicos de Taiwán, China continental, Corea y de Occidente. El esfuerzo educativo de la iglesia incluye también la publicación de varios libros del Gran Maestro Hun Yuan y los programas televisivos diarios Ver Todas Las Perspectivas del I Ching - Feng shui (1998), Todo el mundo viene a aprender el I Ching (1998) y El Feng shui de Mi Hogar (digital, 2004), así como el propio canal de televisión del grupo, Wei Xin TV. La iglesia Weixinista insiste en que el I Ching debe ser enseñado no solo como un sistema filosófico, sino como una herramienta práctica para la adivinación, y que el Feng shui  va más allá de la armoniosa disposición de los edificios y muebles, y es de hecho un sistema completo que enseña a vivir en armonía con la naturaleza. La noción del Weixinismo sobre el Feng shui también motivó al movimiento a establecer en 1999, después del devastador terremoto de Chichi de 1999, el Círculo de Interés del I Ching y el Feng Shui, que posteriormente evolucionó en el Equipo de Servicio del Círculo de Interés del Feng Shui. La organización ofrece asesoramiento sobre cómo construir edificios antisísmicos de acuerdo con los principios del Feng shui, pero también ayuda a las familias necesitadas tanto en Taiwán como en China continental. Otros programas están dirigidos a mejorar las condiciones en las fábricas de Taiwán y otros lugares de trabajo mediante la aplicación de los principios del Frng shui. El Weixinismo adora a Guiguzi quien, según la tradición, operaba la primera escuela de diplomacia en el mundo. Una de las principales actividades del movimiento es la promoción de iniciativas para la reconciliación espiritual de Taiwán y China continental, que se considera como una condición previa para la solución de problemas políticos. La Asociación Taiwanesa Weixin para la Paz Mundial se estableció en 2009. Sus objetivos van más allá de los problemas locales en Taiwán e incluyen la promoción de la paz mundial a través de la curación de los reclamos y resentimientos derivados de siglos de guerra y conflicto.

## Doctrinas
La teología del Weixinismo está arraigada en una historia mítica de la cultura y civilización china, derivada en gran parte de la tradición de la religión popular china. Esta historia comienza en Kunlun. Se dice que la civilización de Kunlun ha florecido en tiempos remotos al comienzo de la historia humana. La sabiduría de Kunlun fue heredada por Fuxi, un rey en el tercer milenio AC y supuestamente el autor del I Ching, y transmitido por él a través de Xuan Nu, la diosa de la longevidad encarnada en la Tierra, a los Tres Grandes Antepasados de China: el Emperador amarillo (Huangdi), Yandi (Shennong) y Chi You. Este último, Chi You, es considerado en la religión popular china como el villano contra el cual el Emperador amarillo y Yandi tuvieron que luchar. Una de las peculiaridades del Weixinismo es su rehabilitación de Chiyou. Él es considerado como el antepasado de las minorías étnicas de China, y la curación de las heridas dejadas por los conflictos y las guerras que acompañaron a la historia china requiere, según el movimiento, que Chi You sea adorado en igual condición de dignidad que el Emperador amarillo y Yandi. Guiguzi, según las doctrinas del Weixinismo, era el legítimo heredero de los Tres Emperadores. El Bodhisattva Wang Chan Lao Chu encarnó en Guiguzi y está ahora misteriosamente unido con el Gran Maestro Hun Yuan. La línea ininterrumpida que conecta a Kundun con el actual Weixinismo a través de los Tres Grandes Antepasados y Guiguzi garantizaría que el movimiento encarna la "ortodoxia" china más tradicional. Se dice que los Tres Grandes Antepasados también están en los orígenes de las primeras familias reales coreanas, japoneses y vietnamitas, incorporando así una buena parte del Lejano Oriente dentro del mismo linaje. La revelación de Guiguzi al Gran Maestro Hun Yuan y los escritos de este último, que también se dicen inspirados por Guiguzi, forman un corpus impresionante. Incluye dieciséis Sagradas Escrituras del Apocalipsis y más de 18.000 volúmenes de discursos, escritos y comentarios del Gran Maestro Hun Yuan. La mayor parte de lo que dice es fielmente registrada por sus seguidores e incluido en estas obras coleccionadas, conocidas como Canon Weixin, y que crecen continuamente.

## Rituales
Estudiosos taiwaneses han interpretado el Weixinismo como una forma institucionalizada de religión folclórica china tradicional, "la institucionalización de [...] creencias folklóricas difusas." El ritual, incluyendo cantar mantras, es central en el movimiento. Incluye los servicios diarios del Dharma en la sede central y en las sucursales, así como ceremonias más grandes y más elaboradas. El movimiento cree que el canto sistemático de mantras por sus miembros ha evitado o aliviado una serie de catástrofes mundiales. 
A partir de 2004, la Iglesia Weixinista ha organizado cada año, el 1 de enero, en el Estadio de Linkou, Taipéi, la “Ceremonia de Adoración Unificada de los Antepasados para los chinos en el Siglo XXI”, para llevar la paz a las almas de todos los antepasados, particularmente los que perecieron en las muchas guerras de la historia china. Estas espectaculares ceremonias atraen multitudes de más de 30.000 personas cada año. Presidentes de la república de Taiwán, ministros del gabinete y otros líderes políticos también han participado. El Weixinismo cree que las ceremonias de adoración de los antepasados tienen un papel crucial en la promoción de la paz mundial y el inicio de una futura era milenaria sin conflictos que duraría 5.000 años.